# Predsednik vlade Hrvaške
Predsednik Vlade Republike Hrvaške (hrvaško: Predsjednik Vlade Republike Hrvatske) je vodja vlade Republike Hrvaške in de facto nosilec najmočnejše izvršilne funkcije v državi. V uradnem hrvaškem prednostnem redu pa je položaj predsednika vlade tretja najvišja državna funkcija, za predsednikom republike in predsednikom parlamenta.
Ustava Republike Hrvaške predpisuje, da "parlament nadzoruje vlado" (81. člen) in da "predsednik republike zagotavlja redno in uravnoteženo delovanje in stabilnost vlade" (v celoti; 94. člen), vlada pa je navedena v 108. členu. Od leta 2000 ima predsednik vlade različna dodana ustavna pooblastila in je pred samo vlado omenjen v besedilu ustave, v 87., 97., 99., 100., 101., 103., 104. členu. Predsednik se z vlado sestaja v Banskih dvorih, zgodovinski stavbi, ki se nahaja na zahodni strani Markovega trga v Zagrebu. 

## Ime
Ime Predsjednik Vlade Republike Hrvatske v dobesednem pomenu pomeni Predsednik Vlade Republike Hrvaške, v angleščino pa se prevaja kot Prime Minister of Republic of Croatia. Na hrvaškem se pogosto uporablja tudi ime premier/premierka.

## Seznam
| Predsednik vlade  | Slika                     | Začetek mandata   | Konec mandata     | Predsednik    |
| ----------------- | ------------------------- | ----------------- | ----------------- | ------------- |
| Stjepan Mesić     |                           | 30. maj 1990      | 24. avgust 1990   | Franjo Tuđman |
| Josip Manolić     |                           | 24. avgust 1990   | 17. julij 1991    | Franjo Tuđman |
| Franjo Gregurić   |                           | 17. julij 1991    | 12. avgust 1992   | Franjo Tuđman |
| Hrvoje Šarinić    |                           | 12. avgust 1992   | 3. april 1993     | Franjo Tuđman |
| Nikica Valentić   |                           | 3. april 1993     | 7. november 1995  | Franjo Tuđman |
| Zlatko Mateša     |                           | 7. november 1995  | 27. januar 2000   | Franjo Tuđman |
| Zlatko Mateša     | Vlatko Pavletić (začasno) | 7. november 1995  | 27. januar 2000   |               |
| Ivica Račan       |                           | 27. januar 2000   | 23. december 2003 |               |
| Ivica Račan       | Zlatko Tomčić (začasno)   | 27. januar 2000   | 23. december 2003 |               |
| Ivica Račan       | Stjepan Mesić             | 27. januar 2000   | 23. december 2003 |               |
| Ivo Sanader       |                           | 23. december 2003 | 6. julij 2009     |               |
| Jadranka Kosor    |                           | 6. januar 2009    | 23. december 2011 |               |
| Jadranka Kosor    | Ivo Josipović             | 6. januar 2009    | 23. december 2011 |               |
| Zoran Milanović   |                           | 23. december 2011 | 22. januar 2016   |               |
| Zoran Milanović   | Kolinda Grabar Kitarović  | 23. december 2011 | 22. januar 2016   |               |
| Tihomir Orešković |                           | 22. januar 2016   | 19. oktober 2016  |               |
| Andrej Plenković  |                           | 19. oktober 2016  | danes             |               |
| Andrej Plenković  | Zoran Milanović           | 19. oktober 2016  | danes             |               |

## Soproge predsednikov vlad
| Ime                      | Predsednik vlade                                  |
| ------------------------ | ------------------------------------------------- |
| Milka Mesić              | Stjepan Mesić                                     |
| Marija Eker Manolić      | Josip Manolić                                     |
| Jozefina Gregurić        | Franjo Gregurić                                   |
| Erika Šarinić            | Hrvoje Šarinić                                    |
| Antonela Valentić        | Nikica Valentić                                   |
| Sanja Gregurić-Mateša    | Zlatko Mateša                                     |
| Dijana Pleština          | Ivica Račan                                       |
| Mirjana Sanader          | Ivo Sanader                                       |
|                          | Jadranka Kosor se je ločila pred nastopom mandata |
| Sanja Musić Milanović    | Zoran Milanović                                   |
| Sanja Dujmović Orešković | Tihomir Orešković                                 |
| Ana Maslać Plenković     | Andrej Plenković                                  |